# La Commentryenne
La Commentryenne est une course cycliste française disputée au mois de mai à Commentry, commune du département de l'Allier en région d'Auvergne-Rhône-Alpes. Créée en 2007, elle est ouverte aux coureurs de 1re, 2e et 3e catégorie.

## Histoire
L'édition 2014 est annulée en raison du faible nombre d'engagés.

## Palmarès
| Année | Vainqueur                | Deuxième            | Troisième        |
| ----- | ------------------------ | ------------------- | ---------------- |
| 2007  | Loïc Herbreteau          | Fabien Pasquier     | Arnaud Bassy     |
| 2008  | Benoît Luminet           | Nicolas Prin        | Cédric Jeanroch  |
| 2009  | Jérôme Mainard           | Benoît Luminet      | Romain Bardet    |
| 2010  | Benoît Luminet           | Camille Chancrin    | Jérôme Mainard   |
| 2011  | Pierre-Henri Lecuisinier | Raphaël Rocchi      | Xavier Brun      |
| 2012  | Mathieu Teychenne        | Axel Domont         | Jérôme Mainard   |
| 2013, | Sébastien Fournet-Fayard | Nicolas Chadefaux   | Clément Chevrier |
| 2014  | annulé                   | annulé              | annulé           |
| 2015, | Sylvain Georges          | Lilian Calmejane    | Rémi Cavagna     |
| 2016, | Valentin Deverchère      | Maxime Le Lavandier | Julien Préau     |